# Alleyway
Alleyway (アレイウェイ) és un videojoc desenvolupat per Nintendo i Intelligent Systems i distribuït per Nintendo com un joc de llançament global per a la videoconsola portàtil Game Boy. És un clon de Breakout i un dels primers quatre jocs desenvolupats i llançats per al sistema. El videojoc va ser llançat el 1989 al Japó i l'Amèrica del Nord, i a Europa el 1990. Va ser rellançat via distribució digital per la Consola Virtual de Nintendo 3DS el 6 de juny de 2011.
El nom Alleyway fa referència a l'entrada que la nau del jugador (representada com una paleta) ha de travessar. Encara que Alleyway és un clon portàtil de Breakout, afegeix diverses característiques noves, incloent nivells que s'alternen, rondes de bonificació, i perills per al jugador en nivells posteriors. Mentre que la coberta del videojoc presenta un protagonista no identificable, els posteriors llançaments internacionals del videojoc van reemplaçar al protagonista amb en Mario. Alleyway va ser llançat amb poca publicitat, rebent puntuacions moderades i baixes dels crítics, que el van comparar a videojocs com Arkanoid.

## Jugabilitat
A Alleyway, l'objectiu del jugador és destruir tots els maons en cada nivell utilitzant una pilota i una paleta (la nau) mentre evita que la pilota caigui darrere de la paleta, de forma similar al joc Breakout. La velocitat de la taujana pot ser ajustada en mantenir pressionat el botó A o B mentre la taujana es mou, la qual solament es pot moure horitzontalment a una altura fixa. A l'inici de cada vida, el jugador pot moure la paleta abans d'alliberar la pilota i començar el joc. Quan s'allibera la pilota, sempre començarà a moure's en un angle de 45° per sobre de la paleta apuntant cap al seu centre. El jugador comença el joc amb cinc vides; cada vegada que una bola caigui per sota de la paleta, se li llevés al jugador una vida i la pilota tornarà a la seva posició inicial.
El joc acaba quan el jugador no tingui més vides. Serà atorgada una vida addicional per cada 1000 punts guanyats, fins que el jugador tingui més de 10.000 punts. El jugador pot tenir fins a nou vides alhora. El joc no pot ser continuat després de ser apagat, encara que la puntuació més alta serà retinguda fins al joc sigui reiniciat o apagat. Com no hi ha cap memòria d'accés aleatori recolzat per bateria o sistema de contrasenyes, Alleyway només pot ser completat en jugar-ho tot d'una vegada. Això seria canviat més tard quan es re-va llançar el joc per la Consola Virtual de Nintendo 3DS, el qual va permetre gravar el progrés del joc a una partida desada, accessible a qualsevol moment mentre es juga.

### Comportament de la pilota
La pilota només viatja a 15°, 30°, o 45° graus. Si la pilota colpeja un maó, el maó desapareix i la pilota rebota en una direcció diferent en el mateix angle. La velocitat de la pilota depèn del tipus de maó que colpeja: maons grisos i negres augmenten la seva velocitat, mentre els blancs i quadrats, que són indestructibles, no tenen cap efecte. Un efecte de so es reprodueix quan la pilota xoca amb un objecte o paret. Les parets produeixen la freqüència més baixa i els maons negres la més alta.
La direcció i la velocitat de la pilota poden ser controlades per la velocitat de la paleta i el punt de contacte. Si es canvia la direcció al moment en què la pilota fa contacte amb la paleta, anomenat "snap technique", farà que la pilota reboti cap amunt amb més velocitat. Moure la paleta ràpidament en la direcció oposada a la qual es dirigeix la pilota, resultarà que la pilota boti en la mateixa direcció horitzontal que la paleta en un angle de 15°. Si el jugador copeja la pilota amb el cos de la paleta abans que caigui, aquesta rebotarà de tornada al camp de joc. Així i tot, si en canvi la pilota xoca amb qualsevol cantonada de la paleta, rebotarà directament a la fossa.
La pilota de Alleyway no pot ser tancada en un bucle infinit de rebots. Cada vegada que la pilota comenci a fer bucles entre objectes com el sostre, blocs indestructibles i/o la paleta, la seva velocitat canviarà en un punt aleatori després del segon cicle en la seva propera col·lisió. Com a resultat, la pilota viatjarà en un angle lleugerament més alt o més baix, depenent del seu trajectòria actual, i trencarà el bucle.

### Nivells
El videojoc té 24 nivells, basat en vuit patrons de blocs, cadascun en grups de tres. Després de cada tres nivells regulars, el jugador procedeix a un nivell de bonificació, donant un total de 32 nivells. La majoria de nivells segueixen un disseny genèric, encara que un es basa en el cap de Mario, que també apareix al costat de les vides restants. El jugador progressa al següent nivell una vegada que tots els maons estiguin destruïts, on apareix el mateix patró de maons però es comporta de manera diferent. En cada segon nivell (del grup de tres) els maons es mouen d'esquerra a dreta; i en cada tercer nivell, els maons es mouen cap avall, a l'altura d'un maó, augmentant en velocitat cada vegada que la pilota rebota de la paleta. Qualsevol part d'un maó que estigui sota una altura de deu maons per sobre de la paleta és automàticament eliminat; per tant, no poden impedir el moviment del jugador però tampoc poden contribuir a la puntuació del jugador.
Quan el jugador progressa a través dels patrons, nous elements són afegits al joc. Després del quart nivell, si la pilota entra en contacte amb la part superior de l'àrea, la grandària de la paleta és reduït per la meitat fins que es passi el nivell o es perdi una vida. D'aquí d'ara endavant, cada tercer nivell (del grup de tres) presenta maons amagats per sobre del sostre que descendeixen progressivament, utilitzant un disseny similiar–o igual–igual que també ha de ser destruït, la qual cosa significa que hi ha dos patrons de maons que s'han de trencar. En nivells posteriors, els maons en el segon grup no necessàriament es mouran a la mateixa velocitat o en la mateixa direcció. Després del dotzè nivell, s'incorporen maons indestructibles als patrons.
Els nivells de bonificació es basen en diversos sprites de Super Mario Bros., com una Planta Piranya, un Goomba o Bowser. A diferència dels nivells regulars, la pilota destruirà els maons però no rebotarà quan entri en contacte amb ells, i si fa contacte amb el sostre, això no afectarà la grandària de la paleta. Aquests nivells són els únics que tenen música de fons, i el joc no pot ser pausat. Un temporitzador està present en cada nivell de bonificació; que comença en 95 segons per al primer nivell i es redueix en cinc segons per cada nivell de bonificació que es troba completat anteriorment. Si s'acaba el temps, les bola cau sota la paleta (cap vida es perd en aquests casos), o tots els maons es destrueixen, el nivell de bonificació s'acaba. Si es destrueixen tots els maons abans que s'acabi el temps, es guanyen punts addicionals, a la quantitat dels quals varia depenent del nivell. Una vegada acabat, els canvis en els patrons dels maons i en les regles tornen a la normalitat. Després d'acabar la ronda de bonificació final, al jugador se li dona una pantalla de felicitacions utilitzant el gràfic original de Mario del videojoc Mario Bros.. El joc llavors torna a començar, per la qual cosa pots jugar indefinidament.

### Puntuació
Se li atorguen punts al jugador per destruir els maons basats en la seva coloració, un punt pels maons més clars i tres pels més foscos. El jugador pot guanyar punts addicionals si es completen els nivells de bonificació, amb el bo començant en 500 punts pel primer nivell i 1500 pels últims cinc. La puntuació més alta del jugador es grava fins que el joc s'apagui.
El joc només mostra quatre dígits de la puntuació del jugador, així i tot el jugador pot obtenir una puntuació màxima de 65.535. Les puntuacions de 10.000 o més es mostren com una combinació d'icones i nombres. Per cada 10.000 punts, es mostra un sprite de Super Mario Bros sota la puntuació numèrica. Una flor de foc es mostrada per 10.000 punts, un xampinyó per 20.000, i un estel per 30.000 punts o més. El joc deixa de canviar el sprite després de l'estrella. Com a resultat, la puntuació més alta que pot ser mostrada és de 39.999; així i tot, la puntuació màxima de 65.535 es veu en el joc com 35.535. Una vegada que la puntuació màxima ha estat aconseguida, la puntuació es reiniciarà si el jugador completa un nivell de bonificació. Això no afecta a la puntuació més alta que està gravada.

## Desenvolupament
Basat en jocs de arcade com Breakout i Arkanoid, Alleyway va ser un títol que va venir al costat del llançament del Game Boy el 1989 per al Japó i Amèrica del Nord, al costat de Super Mario Land, Baseball, i Tetris, encara que només va venir amb els primers dos al Japó. El llançament d'aquest videojoc antecedeix a Tetris per dos mesos, a causa de batalles legals entre Nintendo i Tengen sobre la propietat d'aquest últim. El 6 de juny de 2011, es va rellançar el videojoc com un títol de llançament de la Consola Virtual del Nintendo 3DS via distribució digital. Va ser llançat primer al Japó, i un any més tard a Amèrica del Nord.
Alleyway marca una de les primeres aparicions de Mario a la Game Boy juntament amb Super Mario Land, a pesar que en la caixa original i en la imatge del cartutx van mostrar un personatge no identificable en un vestit espacial pilotant la nau en forma de paleta. Les imatges van ser canviades per mostrar a Mario en els controls en el llançament internacional del videojoc, però ni el manual ni la part de darrere de la caixa li fan referència. L'article de Nintendo Power no va fer esment de Mario en el videojoc exceptuant el patró de maons en la forma de Mario per al primer nivell de bonificació. La confirmació oficial que Mario era el pilot només va venir aproximadament el 1990 amb l'article de Club Nintendo que va cobrir el llançament europeu del joc.
El videojoc va ser un dels primers títols fets per l'equip de desenvolupament Nintendo Research & Development 1, al costat de Tetris i Radar Mission. Anys més tard, el dissenyador del joc Gunpei Yokoi va reutilitzar el codi font de Alleyway (com el comportament de la paleta i el motor físic adaptat) per al joc de Game Boy, Kirby's Block Ball mentre treballava amb l'equip de Shigeru Miyamoto. Alleyway va ser re-llançat per ser descarregat al cartutx de Nintendo Power, ocupant un bloc de memòria en el dispositiu.
La promoció del videojoc en el material publicat de Nintendo va consistir en un segment que ocupava un terç de la pàgina en la qual es trobaven els articles. Els anuncis de Alleyway es van agrupar amb els de Game Boy i altres títols per al sistema. Anys després del seu llançament inicial, va aparèixer una secció de dues pàgines en la "Super Game Boy Nintendo Strategy Guide" inclosa amb l'accessori Super Game Boy, que donava consells i codis de colors per al videojoc.

## Recepció
A pesar que Alleyway va vendre bastant bé durant la seva distribució, no ha estat re-llançat sota la marca de Nintendo Player's Choice, i les crítiques del joc han estat mixtes o negatives. Mean Machines li va donar al videojoc una puntuació de 33%, criticant la seva repetitividad i va comparar el joc al seu predecessor, Arkanoid, pel que fa a la manca de potenciadors a Alleyway. Electronic Gaming Monthly també va ressenyar el videojoc, amb quatre crítiques separades, donant-li puntuacions de 6/10, 6/10, 5/10, i 3/10. Els quatre crítics ho van comparar amb Arkanoid, queixant-se sobre la falta de millorança de la fórmula de Breakout. GamesRadar va compartir l'opinió en la seva ressenya de la versió de 3DS, amb el crític Nathan Meunier donant-li una puntuació de 5/10, declarant que en certes parts el joc semblava "odiar" al jugador amb la seva dificultat. Així i tot, va reconèixer que l'addició de guardar la partida «alleuja el dolor de perdre». El crític de Retro Gamer Darran Jones va definir al videojoc com «bastant pobre pel 1989», assenyalant els avorrits nivells i manca de potenciadors trobats a Arkanoid, i que molts els clons ho havien superat.
No tots els comentaris sobre el videojoc han estat negatius. Els dos crítics de Electronic Gaming Monthly que van donar les puntuacions més altes van declarar que sentien que el disseny era perfecte pel Game Boy, un afegint que «és també un videojoc molt bo que combina algunes característiques noves ... amb el tema original de Break-Out» i concloent «Alleyway és bo–però una mica extens». La revista alemanya Power Play li va donar al videojoc una puntuació de 48%, però també va elogiar la varietat en els nivells. El llibre Rules of Play usa al joc com un exemple de com es millora un disseny ja establert, citant la inclusió d'efectes de so distintius per a la col·lisió de la pilota com a mitjans per elogiar al jugador per destruir maons, i descriu la varietat en els dissenys dels nivells com «ben fet» i que li dona el jugador «un element de descobriment a l'experiència total». Allgame va notar que malgrat la simplicitat i varietat, «Alleyway és divertit de jugar», afegint que videojocs de la seva classe «sempre són bons en el Game Boy».